# А138 (Росія)
Автошлях А138 — автомобільна дорога регіонального значення Мурманськ — Печенга. Протяжність автомагістралі 185 км. Входить до європейської дороги  Кіркенес — Ялта. Стикується з Р10 та Р21. 

## Населені пункти
- Мурманськ — (0 км)
- Спутнік — (179 км)
- Печенга — (185 км)